# Vertriebscontrolling mit POS-Daten (Lebensmitteleinzelhandel)
Der Begriff POS-Controlling setzt sich aus „POS“ („Point of Sale“) und Controlling zusammen. Der Controller unterstützt die Leitung seines Unternehmens bei der Entscheidungsfindung auf Basis valider Kennzahlen.

## Einführung
Das POS-Controlling wird vor allem im Lebensmitteleinzelhandel genutzt. Hier verwenden Handelsketten aus der Verkaufstätigkeit der Fachgeschäfte oder Filialen abgeleitete Kennzahlen, um damit das Unternehmen zu steuern und zu optimieren. Hierbei werden Ziele vereinbart oder die Zielerreichung steuernd begleitet. Basis hierfür sind in der Regel Kassensysteme oder diese in Verbindung mit entsprechender Software. In vielen Unternehmen steht die Investition in neue Kassen an, um die Einhaltung der GDPdU (Grundsätze zum Datenzugriff und zur Prüfbarkeit digitaler Unterlagen) sicherzustellen.

## Aufgaben

### Planungsziel
Bei der Planung der Strategie eines Unternehmens sollen Kennzahlen dabei helfen, Planwerte zu erreichen. Diese Planwerte werden dann mittels der Kasse oder einer Kassensoftware verglichen. Diese Planungsziele helfen den Unternehmenserfolg schrittweise sicherzustellen und Abweichungen zu erkennen.

### Informationsziel
Mit Hilfe eines Management-Cockpits sind sämtliche Auswertungen und Kennzahlen darstellbar und besitzen einen hohen Informationswert. Diese Informationen zeigen, wo Veränderungen am POS erforderlich sind. Somit kann der Controller rechtzeitig erkennen, in welchem Zustand sich das Unternehmen befindet, wo es von der Strategie abweicht oder im Kurs angepasst werden muss. Durch die Informationsaufgabe hat das POS-Controlling die Funktion eines Frühwarnsystems. Dadurch werden latente Risiken, Chancen und Trends aufgezeigt.

### Steuerungsziel
Zur Planung und Information kommt die Steuerung. Dieses Ziel zeigt, ob das Unternehmen von den strategischen Vorgaben abweicht, und im weiteren Sinn ob und wie eingegriffen werden soll. Durch ein schnelles und zeitversetztes Eingreifen ist der Erfolg einfacher steuerbar, da rechtzeitig der Kurs mit geringem Aufwand angepasst werden kann.

### Potentialziel
Gerade hierfür bietet der POS-Bereich gute Möglichkeiten, da in der Regel in den Unternehmen mit mehreren Filialen Vergleichswerte entstehen. Durch diese Vergleichswerte können schwache Einheiten erkannt und optimiert werden!
Durch dieses Potential, welches andere Unternehmenstypen nicht nutzen können, haben die Unternehmen mit POS einen deutlichen Vorteil. Ziele, Daten und Kennzahlen können somit verglichen werden und mittels internem und/oder externem Benchmarking begutachtet werden.

## Typische Kennzahlen
Die nachfolgende Liste nennt einige typische Kennzahlen des POS-Controlling
- Kundendurchschnittsbon
- Kunden- und/oder Umsatzwachstum
- Kundenzufriedenheit (weicher Faktor)
- Marktabschöpfung
- Stammkundenanteil
- Durchschnittliche (Beratungs-)Verkaufszeit je Kunde
- Fehlbonanteil
- Durchschnittliche Vor- und Nachrüstzeit
- Mitarbeiterstundenleistung
- ABC-Analyse
- Kunden-Artikel-Faktoren
- Lieferzeitabweichung
- Retourenquote
- Ausschussquote
- POS-Durchlaufzeit
- Konversationsrate Käufer zu Besucher
- Flächendeckungsbeitrag
- Artikelabverkaufserfolg
- Stornierungsquote
- Abverkaufsquote
- Anzahl Verkaufsvorgänge
- Durchschnittspreis

## Oft falsch definiert
Das eingedeutschte Wort Controlling wird bisweilen fälschlicherweise als Kontrolle interpretiert – dadurch bekäme das Controlling allerdings die Aufgabe der Revision im Handel. Diese Differenzierung ist jedoch wichtig, da die Revision zwar auf POS-Daten zurückgreift, jedoch die Ziele der beiden Aufgaben sehr verschieden sind.